# Leslie T. Chang
Leslie T. Chang (Chinês: 張彤禾; pinyin: Zhāng Tónghé) é uma sino-americana jornalista e a autora de Factory Girls: From Village to City in a Changing China lançado em 2008.  Uma ex-correspondente da China para o Wall Street Journal, ela foi descrita como "uma intérprete perspicaz duma sociedade em fluxo."

## Factory Girls
Em reação à negativa pressão em volta das condições de trabalho nas fábricas chinesas, Chang decidiu explorar o assunto da perspectiva dos trabalhadores. Em 2004 ela viajou aos polos fabris no Centro-Sul da China de Dongguan a documentar as vidas de Wu Chunming e Lu Qingmin, duas trabalhadoras migrantes que nasceram de famílias de agricultores pobres. O livro segue as vidas delas durante três anos e também inclui a história da própria família da autora da migração dentro da China e ao Oeste.
Factory Girls foi nomeados pela New York Times como um dos 100 Notáveis Livros de 2008 e também recebeu em 2009 o prêmio da PEN USA, Literary Award for Research Nonfiction e o Asian American Literary Award por não-ficção. Segundo o website de Chang, traduções estão sendo feitas para o francês, italiano, espanhol, neerlandês, finlandês, português, chinês, japonês, tailandês e árabe.

## Pessoal
Leslie Chang é a filha do físico Leroy Chang. Ela é graduada pela Harvard College da Universidade Harvard em 1991. O marido dela é o autor Peter Hessler.